# Esclarmonda z Foix
Blahoslavená Esclarmonda z Foix (katalánsky Esclarmonda de Foix i de Cardona, 1260? – 1316?, Perpignan) byla mallorská královna z dynastie Foix a patronka Řádu mercedariánských rytířů, který její svátek slaví 22. října.

## Život
Narodila se jako dcera Rogera IV. z Foix a byla pojmenována po své slavné prabábě. V říjnu 1275 se v Barceloně stala manželkou aragonského infanta Jakuba, který o rok později zdědil Mallorské království. Roku 1291 Esclarmonda vstoupila do kláštera. Podle kronikáře Ramona Muntanera byla tou nejmoudřejší a nejupřímnější ženou. Zemřela zřejmě roku 1316 a byla pohřbena v katedrále v Perpignanu.